# Cluedo
Cluedo ( /ˈkluːdoʊ/ ) (conhecido como Clue na EUA), é um jogo de estratégia e investigação para três a seis jogadores (dependendo das edições) que foi desenvolvido em 1943 pelo designer britânico de jogos de tabuleiro Anthony E. Pratt . O jogo foi fabricado pela primeira vez pela Waddingtons no Reino Unido em 1949. Desde então, foi relançado e atualizado diversas vezes. Atualmente pertence e é publicado pela empresa americana de jogos e brinquedos Hasbro .
O objetivo do jogo é determinar quem assassinou a vítima do jogo, onde ocorreu o crime e qual arma foi utilizada. Cada jogador assume o papel de um dos seis suspeitos e tenta deduzir a resposta correta movendo-se estrategicamente num tabuleiro de jogo que representa as divisões de uma mansão, coletando pistas dos outros jogadores sobre as circunstâncias do assassinato.
Numerosos jogos, livros, filmes, séries de televisão e adaptações teatrais foram lançados como parte da franquia Cluedo . Vários spin-offs foram lançados apresentando vários personagens extras, armas e salas, ou jogos diferentes. O jogo original é comercializado como "O Clássico Jogo de Detetives" (em Portugal) e os vários spin-offs são todos diferenciados por slogans diferentes.
Em 2008, Cluedo: Descobre os Segredos foi criado (com alterações no tabuleiro, na jogabilidade e nos personagens) como um spin-off moderno, mas foi criticado na mídia e pelos fãs do jogo original. Cluedo: O Clássico Jogo de Descobrir o Mistério foi então introduzido em 2012, retornando à fórmula clássica de Pratt, mas também adicionando diversas variações.
Em 2023, foi feita uma nova revisão, lançada em Portugal como Cluedo: O Clássico Jogo dos Investigadores.
1. ↑  published, Benjamin Abbott (4 de janeiro de 2023). «Clue board game reboot "more accurately reflects the diversity of its players"». gamesradar (em inglês). Consultado em 4 de janeiro de 2024